# Congruència (geometria)

Un exemple de congruència. Els dos triangles de l'esquerra són congruents, mentre que el tercer és semblant als dos primers. L'últim triangle no és ni congruent ni semblant a cap dels altres. La congruència permet l'alteració d'algunes propietats, com ara la ubicació i l'orientació, però deixa altres sense canvis, com les distàncies i els angles. Les propietats sense canvis s'anomenen invariants.

La congruència, en geometria, és quan dues figures o objectes tenen la mateixa forma i mida, o si un té la mateixa forma i mida que la imatge mirall de l'altre. Els angles congruents són els angles que tenen la mateixa mesura. Els angles oposats pel vèrtex són un exemple d'angles congruents. Les diagonals d'un paral·lelogram configuren angles oposats pel vèrtex congruents.
Més formalment, dos conjunts de punts s'anomenen congruents si, i només si, un es pot transformar en l'altre mitjançant una isometria, és a dir, una combinació de moviments rígids, és a dir, una translació, una rotació i una reflexió. Això vol dir que qualsevol objecte es pot reposicionar i reflectir (però no canviar la mida) de manera que coincideixi precisament amb l'altre objecte. Per tant, dues figures planes diferents en un tros de paper són congruents si es poden retallar i després combinar completament. Es permet donar la volta al paper.

Aquest diagrama il·lustra el principi geomètric de la congruència del triangle angle-angle-costat: donats el triangle ABC i el triangle A'B'C', el triangle ABC és congruent amb el triangle A'B'C' si i només si: l'angle CAB és congruent amb l'angle C'A'B', i l'angle ABC és congruent amb l'angle A'B'C', i BC és congruent amb B'C'. Les marques d'escotilla s'utilitzen aquí per mostrar les igualtats de l'angle i del costat.

En geometria elemental la paraula congruent s'utilitza sovint de la següent manera. La paraula igual s'utilitza sovint en lloc de congruent per a aquests objectes.
- Dos segments de línia són congruents si tenen la mateixa longitud.
- Dos angles són congruents si tenen la mateixa mesura.
- Dos cercles són congruents si tenen el mateix diàmetre.

En aquest sentit, dues figures planes són congruents implica que les seves característiques corresponents són "congruents" o "iguals", incloent-hi no només els seus costats i angles corresponents, sinó també les seves diagonals, perímetres i àrees corresponents.
El concepte relacionat de semblança s'aplica si els objectes tenen la mateixa forma, però no necessàriament tenen la mateixa mida. (La majoria de les definicions consideren que la congruència és una forma de semblança, encara que una minoria requereix que els objectes tinguin mides diferents per qualificar-se com a similars.) 

## Determinació de la congruència de polígons

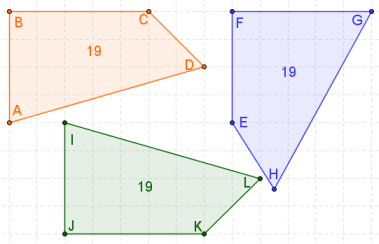
Els quadrilàters taronja i verd són congruents; el blau no és congruent amb ells. Tots tres tenen el mateix perímetre i àrea. (L'ordenació dels costats del quadrilàter blau és "mixta", cosa que fa que dos dels angles interiors i una de les diagonals no siguin congruents.)

Perquè dos polígons siguin congruents, han de tenir un nombre igual de costats (i, per tant, un nombre igual — mateix — de vèrtexs). Dos polígons amb n costats són congruents si i només si cadascun tenen seqüències numèricament idèntiques (encara que en sentit horari per a un polígon i en sentit antihorari per a l'altre) costat-angle-lateral-angle-... per a n costats i n angles.
La congruència dels polígons es pot establir gràficament de la següent manera:
- Primer, coincideix i etiqueta els vèrtexs corresponents de les dues figures.
- En segon lloc, dibuixa un vector des d'un dels vèrtexs d'una de les figures fins al vèrtex corresponent de l'altra figura. Tradueix la primera figura per aquest vector de manera que aquests dos vèrtexs coincideixin.
- En tercer lloc, gireu la figura traduïda al voltant del vèrtex coincident fins que coincideixin un parell de costats corresponents.
- En quart lloc, reflecteix la figura girada al voltant d'aquest costat igualat fins que les figures coincideixin.

Si en algun moment no es pot completar el pas, els polígons no són congruents.

## Congruència de triangles
Dos triangles són congruents si els seus costats corresponents tenen la mateixa longitud i els angles corresponents tenen la mateixa mesura.
Simbòlicament, escrivim la congruència i la incongruència de dos triangles △ABC i △A′B′C′ de la següent manera:
{\displaystyle ABC\cong A'B'C'}
{\displaystyle ABC\ncong A'B'C'}
En molts casos n'hi ha prou amb establir la igualtat de tres parts corresponents i utilitzar un dels resultats següents per deduir la congruència dels dos triangles.

La forma d'un triangle es determina fins a la congruència especificant dos costats i l'angle que hi ha entre ells (SAS), dos angles i el costat entre ells (ASA) o dos angles i un costat adjacent (AAS). Tanmateix, especificant dos costats i un angle adjacent (SSA), es poden produir dos triangles possibles diferents.

### Determinació de la congruència
Es poden mostrar proves suficients de congruència entre dos triangles en l'espai euclidià mitjançant les comparacions següents:
- CAC (costat-angle-costat): si dos parells de costats de dos triangles tenen la mateixa longitud i els angles inclosos són iguals en mesura, aleshores els triangles són congruents.
- CCC (costat-costat-costat): si tres parells de costats de dos triangles tenen la mateixa longitud, aleshores els triangles són congruents.
- ACA (angle-costat-angle): si dos parells d'angles de dos triangles tenen la mateixa mesura i els costats inclosos tenen la mateixa longitud, aleshores els triangles són congruents.

El postulat ACA va ser aportat per Tales de Milet (grec). En la majoria dels sistemes d'axiomes, els tres criteris (CAC, CCC, ACA) s'estableixen com a teoremes. En el sistema del Grup d'Estudi de Matemàtiques Escolars, CAC es pren com un (núm. 15) de 22 postulats.
- AAC (angle-angle-costat): si dos parells d'angles de dos triangles tenen la mateixa mesura i un parell de costats no inclosos corresponents tenen la mateixa longitud, aleshores els triangles són congruents. AAC és equivalent a una condició ASA, pel fet que si es donen dos angles, també ho és el tercer angle, ja que la seva suma hauria de ser 180°. ACA i AAC de vegades es combinen en una sola condició, AAcorrS: dos angles qualsevol i un costat corresponent.[6]
- RHC (angle recte-hipotenusa-costat): si dos triangles rectangles tenen les seves hipotenuses iguals en longitud i un parell d'altres costats són iguals en longitud, aleshores els triangles són congruents.

#### Costat-costat-angle
La condició CCA (costat-costat-angle) que especifica dos costats i un angle no inclòs no demostra per si mateixa la congruència. Per mostrar la congruència, cal informació addicional, com la mesura dels angles corresponents i, en alguns casos, les longituds dels dos parells de costats corresponents. Hi ha diversos casos possibles:
Si dos triangles compleixen la condició CCA i la longitud del costat oposat a l'angle és major o igual a la longitud del costat adjacent (CCA, o costat llarg-angle lateral curt), aleshores els dos triangles són congruents. El costat oposat és de vegades més llarg quan els angles corresponents són aguts, però sempre és més llarg quan els angles corresponents són rectes o obtusos. Quan l'angle és un angle recte, també conegut com el postulat del catet de la hipotenusa (HL) o la condició de l'angle recte de la hipotenusa del costat (RHC), el tercer costat es pot calcular mitjançant el teorema de Pitàgores permetent així que el postulat CCC sigui aplicat.
Si dos triangles compleixen la condició CCA i els angles corresponents són aguts i la longitud del costat oposat a l'angle és igual a la longitud del costat adjacent multiplicada pel sinus de l'angle, aleshores els dos triangles són congruents.
Si dos triangles compleixen la condició CCA i els angles corresponents són aguts i la longitud del costat oposat a l'angle és més gran que la longitud del costat adjacent multiplicada pel sinus de l'angle (però menor que la longitud del costat adjacent), aleshores no es pot demostrar que els dos triangles siguin congruents. Aquest és el cas ambigu i es poden formar dos triangles diferents a partir de la informació donada, però més informació que els distingeix pot conduir a una prova de congruència.

#### Angle-angle-angle
En geometria euclidiana, AAA (angle-angle-angle) (o només AA, ja que en geometria euclidiana els angles d'un triangle sumen 180°) no proporciona informació sobre la mida dels dos triangles i, per tant, només demostra la similitud i no congruència en l'espai euclidià.
Tanmateix, en geometria esfèrica i geometria hiperbòlica (on la suma dels angles d'un triangle varia amb la mida) AAA és suficient per a la congruència en una curvatura determinada de la superfície.

### CPCTC
Aquest acrònim anglès significa Corresponding Parts of Congruent Triangles are Congruent (Les parts corresponents de triangles congruents són congruents), que és una versió abreujada de la definició de triangles congruents.
Amb més detall, és una manera succinta de dir que si els triangles ABC i DEF són congruents, és a dir,
{\displaystyle \triangle ABC\cong \triangle DEF,}
amb parells d'angles corresponents als vèrtexs A i D; B i E; i C i F, i amb parells de costats AB i DE; BC i EF; i CA i FD, aleshores les afirmacions següents són certes:
{\displaystyle {\overline {AB}}\cong {\overline {DE}}}
{\displaystyle {\overline {BC}}\cong {\overline {EF}}}
{\displaystyle {\overline {AC}}\cong {\overline {DF}}}
{\displaystyle \angle BAC\cong \angle EDF}
{\displaystyle \angle ABC\cong \angle DEF}
{\displaystyle \angle BCA\cong \angle EFD.}
L'enunciat s'utilitza sovint com a justificació en demostracions de geometria elemental quan es necessita una conclusió de la congruència de parts de dos triangles després que s'hagi establert la congruència dels triangles. Per exemple, si s'ha demostrat que dos triangles són congruents segons els criteris CCC i es necessita una declaració que els angles corresponents són congruents en una demostració, llavors CPCTC es pot fer servir com a justificació d'aquesta afirmació.
Un teorema relacionat és CPCFC, en què "triangles" és se substitucix per "figures" de manera que el teorema s'aplica a qualsevol parell de polígons o políedres que siguin congruents.

## Definició de congruència en geometria analítica
En un sistema euclidià, la congruència és fonamental; és la contrapartida de la igualtat dels nombres. En geometria analítica, la congruència es pot definir de manera intuïtiva així: dos mapes de figures en un sistema de coordenades cartesianes són congruents si i només si, per a dos punts qualsevol del primer mapatge, la distància euclidiana entre elles és igual a la distància euclidiana entre els corresponents punts del segon mapatge.
Una definició més formal afirma que dos subconjunts A i B de l'espai euclidià R n s'anomenen congruents si existeix una isometria f : R n → R n (un element del grup euclidià E (n)) amb f (A) = B . La congruència és una relació d'equivalència.

## Seccions còniques congruents
Dues seccions còniques són congruents si les seves excentricitats i un altre paràmetre diferent que les caracteritza són iguals. Les seves excentricitats estableixen les seves formes, la igualtat de les quals és suficient per establir la semblança, i el segon paràmetre estableix la mida. Com que dos cercles, paràboles o hipèrboles rectangulars sempre tenen la mateixa excentricitat (específicament 0 en el cas dels cercles, 1 en el cas de les paràboles i {\displaystyle {\sqrt {2}}} en el cas de les hipèrboles rectangulars), dos cercles, paràboles o hipèrboles rectangulars només han de tenir un altre valor de paràmetre comú, establint la seva mida, perquè siguin congruents.

## Poliedres congruents
Per a dos políedres amb el mateix tipus combinatori (és a dir, el mateix nombre E d'arestes, el mateix nombre de cares i el mateix nombre de costats a les cares corresponents), existeix un conjunt de mesures E que poden establir si els poliedres són congruents. El nombre és ajustat, el que significa que les mesures inferiors a E no són suficients si els poliedres són genèrics entre el seu tipus combinatori. Però menys mesures poden funcionar per a casos especials. Per exemple, els cubs tenen 12 arestes, però 9 mesures són suficients per decidir si un poliedre d'aquest tipus combinatori és congruent amb un cub regular donat.

## Triangles congruents sobre una esfera
Com passa amb els triangles plans, en una esfera dos triangles que comparteixen la mateixa seqüència d'angle-costat-angle (ACA) són necessàriament congruents (és a dir, tenen tres costats idèntics i tres angles idèntics). Això es pot veure de la següent manera: Es pot situar un dels vèrtexs amb un angle donat al pol sud i recórrer el costat amb una longitud determinada pel meridià primer. Conèixer els dos angles a cada extrem del segment de longitud fixa assegura que els altres dos costats emanin amb una trajectòria determinada de manera única i, per tant, es trobaran en un punt determinat de manera única; en conseqüència, ASA és vàlid.
Els teoremes de congruència costat-angle-costat (CAC) i costat-costat-costat (CCC) també es mantenen en una esfera; a més, si dos triangles esfèrics tenen una seqüència angle-angle-angle (AAA) idèntica, són congruents (a diferència dels triangles plans).
El teorema de congruència pla-triangle angle-angle-costat (AAC) no s'aplica als triangles esfèrics.

## Notació
Un símbol que s'utilitza habitualment per a la congruència és un símbol d'igual amb una titlla a sobre, ≅, que correspon al caràcter Unicode "aproximadament igual a" (U+2245). Al Regne Unit, de vegades s'usa el signe igual de tres barres ≡ (U+2261).